# Union sportive de Chantilly
Maillots
Dernière mise à jour : 9 juillet 2025.
L'Union sportive de Chantilly est un club français de football fondé en 1902 à Chantilly dans l'Oise avec Fédération française du sport adapté  la équipes  Football à 7 (sport adapté). Le club évolue depuis 2024 en National 2.

## Historique
L'US Chantilly a fait parler de du club à plusieurs reprises en Coupe de France, notamment en atteignant les 32ème de finale à deux reprises en 2012 et 2016, et ironie du sort, pour affronter à chaque fois le tenant du titre (Lille et Guingamp). 
Le club a notamment accompagné la formation de Clément Lenglet et Kévin Gameiro, 2 internationaux français, et forme chaque année 500 jeunes, des U6 aux U18.
En 2024, le club est promu en National 2 avec un point d'avance sur la réserve de Lille et deux sur celle de Lens.

## Palmarès
- Champion de DH Picardie : 1988, 2000, 2005, 2007
- Champion de National 3 : 2024

## Entraîneurs
- 1968-1973 :  Bruno Bollini (Entraîneur-joueur)
- 1990-1991 :  Emmanuel Hamon
- 1990-1992 :  Patrick Gabriel

## Anciens joueurs
Plusieurs footballeurs professionnels sont passés par le club : 
- Alfred Aston (international français A)
- Ibrahim Ba (international français A)
- Bedi Buval
- Loïc Damour
- Stéphane Dedebant (international français A')
- Igor Djoman
- Jacky Duguépéroux
- Kevin Gameiro (international français A)
- Rémi Maréval
- Bernard Pascual
- Sébastien Piocelle
- Jean-Philippe Sabo
- Tony Njike (international français U16)
- Clément Lenglet
- Simon Banza

## Coupe de France
Lors de la saison 2011-2012, le club accède aux trente-deuxièmes de finale et rencontre pour la première fois de son histoire un club de première division. Il s'incline contre le champion de France en titre et vainqueur sortant de la compétition Lille sur le score de 6-0.
Lors de la saison 2013-2014, l'US Chantilly élimine consécutivement deux équipes hiérarchiquement supérieures, l'Amiens SC au 6e tour et Wasquehal au 7e tour, avant de tomber contre le voisin FC Chambly aux portes des 32èmes.
En 2016, le club s'incline en 32èmes contre l'EA Guingamp, tenant du titre et alors pensionnaire de Ligue 1.
Depuis, le club a atteint le 7ème tour en 2017, 2021 et 2023.

## L'affaire Claude Cauvy
En juillet 2000, à la suite de sa montée en CFA 2, le club cantilien doit se renforcer au niveau de l'effectif. Fabrice Vandeputte, entraîneur-joueur, découvre Claude Cauvy, joueur prétendant avoir notamment évolué dans les équipes réserves du Real Madrid, du FC Barcelone et à Colo Colo. Une cassette vidéo est apportée par le joueur pour prouver ses exploits, mais il n'est pas en mesure de montrer son talent sur un terrain, au motif d’une blessure. Les dirigeants prennent tout de même le risque de faire signer au joueur un contrat fédéral, espérant avoir déniché le joueur vedette de l'équipe.
Pour son premier match disputé, Claude Cauvy ne montre que peu de choses. Celui-ci invoque alors un décalage horaire important ne lui permettant pas de retrouver son niveau réel. Au deuxième match, les performances du joueur ne semblent pas s’améliorer, et les dirigeants soupçonnent le joueur d’escroquerie.
Son contrat est révoqué par le club, et Claude Cauvy décide de poursuivre l'US Chantilly pour rupture abusive. L'affaire est médiatisée, et l'équipe de l'émission Sans aucun doute diffuse un reportage.
En 2004, le tribunal des prudhommes d'Amiens donne raison au joueur et condamne le club à payer une indemnité de 55 000 €, puis 70 000 € en appel. Les dirigeants parviennent à négocier avec le joueur, qui perçoit finalement 26 000 €. Claude Cauvy a depuis arrêté sa carrière de joueur pour se reconvertir en tant qu’agent de joueurs et entraîneur mental.

## Identité du club

### Logos

Ancien logo.
Logo actuel.